# 林子健
林子健（英語：Howard Lam Tsz Kin，1974年12月21日—），香港民主黨創黨成員，曾擔任民主黨中常委、政務部副部長、國事小組主席及九龍西支部主席等黨內要職，亦是基督路小教會創辦人之一。林子健與快必（譚得志） 讀神學期間，結識了一班關心社會運動、支持香港民主的教徒，與同為教徒的民主黨常委林子健等人一起成立了社運組織「回歸基督精神同盟」，抗議香港主流教會向當權者靠攏，缺乏對受欺壓的弱勢社群的憐憫，參與了各種社會抗爭。比如於香港大球場舉行的基督教全球禱告日，為六四死難者同天安門母親禱告，抗議一眾高官教徒毫無公義。林子健與快必在「民間電台」主持《得罪人多稱呼人「小」》， 節目開播不久，譚得志與林子健假扮美國電台華人之聲《時事縱橫》節目主持人，致電香港大學學生會會長陳一諤，並佯裝節目未開播。令陳一諤信以爲真，並在交談中直指香港人「民主紅衞兵」情況嚴重，並認為支聯會及民主黨「反中亂港」。旋即引起軒然大波，後陳一諤被港大學生公投罷免。其後，創立以年青人為主軸的網台「青台」，林子健擔任「青台」台長，快必（譚得志）為副台長，他們合作主持的《得罪人多稱呼人「小」》和Our TV的《呻吟透視》受到網民歡迎，他們在節目中惡搞風格帶進反對基督教選委，暴露建制派教會和教牧領袖投共的醜態。 不過，在2010年6月民主黨投票支持通過2012政改方案，引來反對方案的其他泛民主派廣泛不滿。同年10月，民主黨主席何俊仁宣佈參加2012年香港特別行政區行政長官選舉。後來，林子健出任何俊仁的選舉經理，引起譚得志等人極度不滿。自此快必要與林子健分道揚鑣，前者積極參與區議會和立法選舉，協助蕭若源主導的「人民力量」的黨務發展。後者則專注學術研究（神哲學及政治哲學），故林子健在2023年於香港中文大學崇基學院神學院獲頒神學博士學位，論文研究「政治神學」。林子健知名於2006年的「真兄弟」事件，在司徒華、李永達和何俊仁指示下，成功抽出疑為中共滲透民主黨內的份子及2017年的「聲稱被擄」事件（「聲稱被擄」事件發生在林子健前往美國耶魯大學Yale University 修讀博士課程一星期前，其博士論文指導老師為當代著名神學學者沃弗 Miroslav Volf。），2019年3月15日因虛報罪被判囚5個月，2020年4月2日駁回上訴，即時入獄，失去入讀耶魯大學機會。誤導警員囚5個月 林子健上訴駁回由於CCTV拍下過程，沒有呈現林子健樣貌，所以裁判官蘇惠德在判刑時表示：「雖然沒有影到林子健，但相信片中的蒙面人是林子健......」。而林子健曾供稱遭大陸國安許可恐嚇，禁止把球王美斯簽名照轉交劉曉波遺孀劉霞，後來在2020年這位中共國安許可被美國FBI通緝。 （页面存档备份，存于）這正好跟林子健起初描述的中共國安許可極為相似，在如此巧合下，令「聲稱被擄」事件更為撲朔迷離。

## 政治生涯
林子健在1991年加入民主黨的前身香港民主同盟，於1994年10月2日成為民主黨最年輕創黨黨員。他曾擔任民主黨中常委、中委、國事小組主席、政務部副部長、組織部副部長及民主黨九龍西支部主席，但不獲民主黨派出參與區議會及立法會選舉。曾牽涉真兄弟事件。
曾為民間電台及網絡電視台OurTV.hk主持節目，亦曾為網絡電台青台台長。
在2012年香港政治制度改革中与民主党创党主席李柱铭发表“反对民主党改良方案”声明，力图呼吁中委反对方案，並支持五區公投。
2015年12月與中大崇基神學院學生（包括：歐寶文、黎偉賢、黃瑞欣、余慧明、楊惠平、連啟榮等）組成「傘後基督徒盼望行動」。
2016年擔任「基督徒反圍標抽籤選委大聯盟」召集人。

## 真兄弟事件
2005年，民主黨「改革派」與「主流派」內訌。2006年1月，林子健受訪時高調批評「改革派」范國威，4個月後，有自稱「真兄弟」的黨員於網上發表網誌，公開「改革派」電郵以揭示民主黨遭「滲透」。「改革派」范國威等人於2010年退出民主黨並成立「新民主同盟」。
林子健在2016年接受立場新聞訪問時指出，司徒華於2005年安插他為臥底，以滲透民主黨改革派。2006年至2007年，林子健將改革派的電郵和討論內容，交給司徒華、徐漢光等民主黨高層後，有人以「真兄弟」名義（林子健稱由徐漢光負責執筆，徐漢光稱：「我不是真兄弟。」）發表電郵及網誌，公開改革派私下的電郵討論，大力批評改革派製造內訌、是中共特務。真兄弟事件加劇民主黨內分裂及猜忌。最終，司徒華、何俊仁等人沒有向改革派開刀，直至2010年民主黨走入中聯辦談超區政改，范國威等改革派始退出民主黨，成立新民主同盟。事後，林子健稱民主黨高層沒有為他的「卧底」身份澄清，令他被主流派黨友誤會多年，直到他在2014年患上抑鬱症，何俊仁才向黨友澄清林子健當年是受命滲透民主黨改革派。

## 聲稱被擄事件

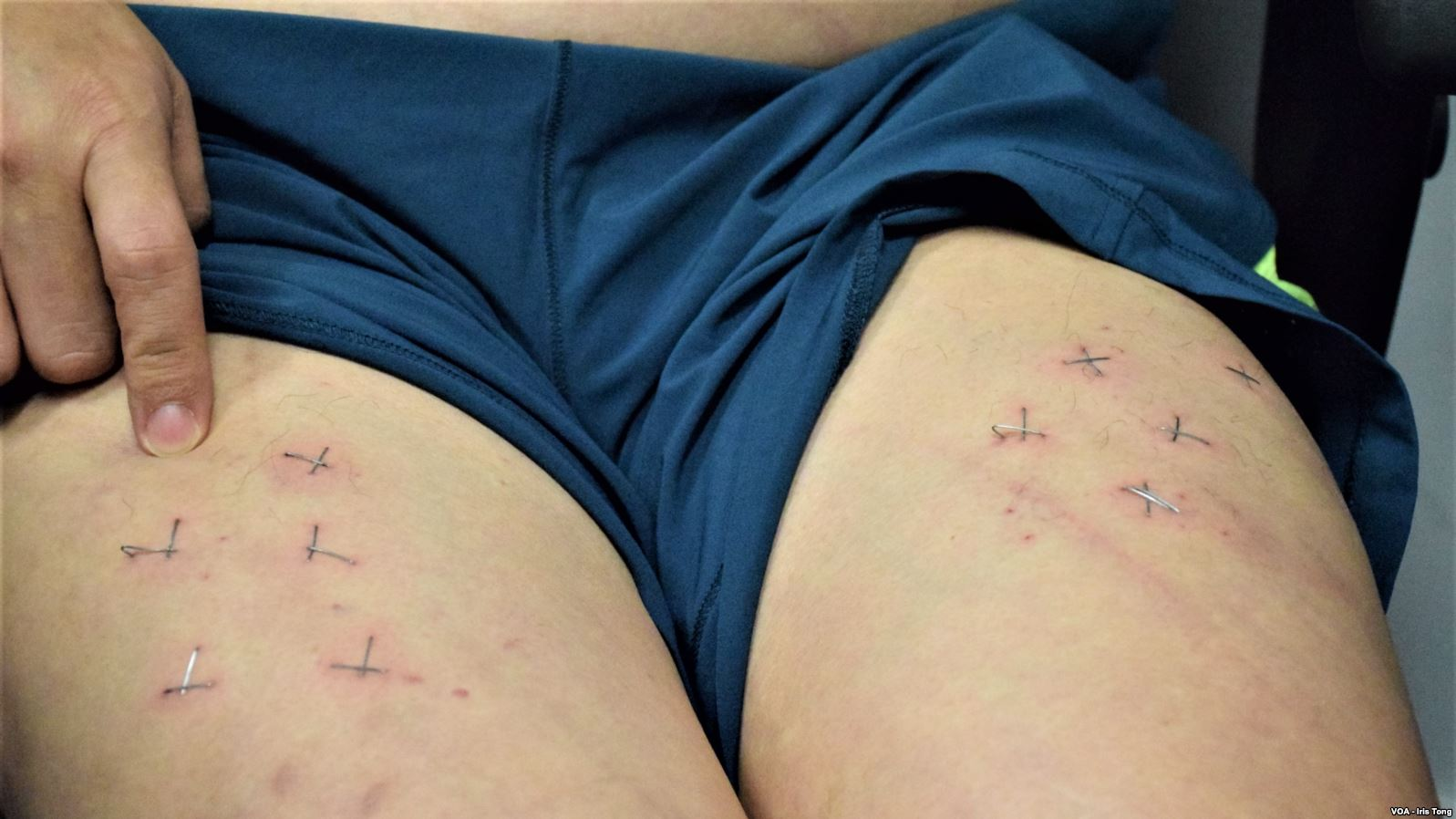
林子健在大腿上的釘書釘十字架傷痕

2017年8月11日上午11時，民主黨召開緊急記者會，講述黨員林子健於8月10日被疑似中國強力部門擄走禁錮，林卓廷、何俊仁、李柱銘及李永達等人高調參與記者會，當時林子健仍未報警求助。
林子健報稱，早前成功向阿根廷球星·索取簽名照片，原本希望將相片交予病危的諾貝爾和平獎得主劉曉波，因他是·的球迷，後因劉曉波病逝，轉而希望將相片交予其遺孀刘霞。2017年8月8日，有「认识多年」的内地人致電警告林子健不要試圖把签名照送给刘霞，否则后果自负。
2017年8月10日下午4时左右，林子健聲稱到香港旺角砵兰街买球衣後，被两名普通话口音男子（他怀疑可能为中国国安、国保或其他有关部门、“强力部门”人员）挾持上一輛停在路旁的客貨車，之後被迷暈。醒後發現自己身處一室內地方，被蒙眼及雙手被绑，并被禁锢约9小时，期间他被4至5名操普通話的人間歇性地責罵、恐嚇及殴打。他們质问林子健「是否认识刘霞」，以及身为基督徒为何不「爱国爱教」，并说要送他「十字架」，随后在林大腿上用订书机以十字形釘入21口订书针，告诉他「国家的事，报警也没用」，警告他不要将事情外传，言談間夹杂北方脏话。最後，林被再次迷暈。
林子健稱他醒後發現自己處於海滩上，並無財物損失。他摸黑走出大路，得知他可能身處香港西貢，而當時應該是8月11日凌晨1时許。之后林子健自行搭乘的士回馬鞍山寓所，回家前曾到寓所附近的快餐店進餐，回家後洗澡並清洗所穿的衣物。之後他在凌晨3時許通知自己所属的民主党元老李柱銘及何俊仁，在早上決定召開記者會交代事件經過，之後才去報警及验伤。香港警方将案件交由西九龍總區重案組侦办，警务处处长卢伟聪表示警方高度关注，重申不允许香港以外执法人员在香港跨境执法，否则即属违法。
事件發生後，有傳媒報導林子健曾更改口供，將被擄走的地點由油麻地砵蘭街改為旺角信和中心對面，又被傳媒及黨友質疑為何回家前仍去進餐及將衣物洗掉。8月13日下午12時，林子健在Facebook直播回應市民疑問，強調從未更改口供及誤導警方，只是與傳媒及警方溝通有誤解，又指清洗衣物乃因當初未有報警打算，同時直指是次遇襲是中共權鬥，事件令他與家人感到恐懼，直言「以後會收聲」，亦不會再高調參與政治活動。8月14日早上，林子健繼續出席2個電台節目訪問，重申未曾向當局更改報稱被擄走的事發地點。他在商業電台節目中強調事發地點是位於油麻地咸美頓街與砵蘭街交界附近；至於有報道提及的信和中心附近，是他被帶走前曾到過的地方，認為是語言間引起的誤會。他又指對事件感到驚恐，昨日亦因頭暈不適，未有向警方落口供。
8月14日，《傳真社》記者在晚上到達林子健寓所門外，向他透露搜集到事發該天的閉路電視影片，發現一個疑似是林子健的男子，在報稱事發的下午在砵蘭街近咸美頓街一帶出現，並安全離開林子健口中的事發地點。林子健最初拒絕接受訪問及觀看片段。同時，《傳真社》發現民主黨林卓廷亦同在林子健寓所用膳，林卓廷觀看片段後返回屋內20分鐘後，林子健才接受訪問，表示片段中的男子並非自己本人。
同日晚上，《傳真社》發布相關閉路電視片段，林子健當晚因涉嫌誤導警務人員被拘捕。《明報》報道，香港西九龍總區刑事總部警司表示，暫時無資料顯示發生林子健所聲稱的他被推上車的事件，相信林子健向警方提供虛假資料。她指虛報被非法禁錮是嚴重罪行，不單浪費警力，且引起市民不必要恐慌，她予以強烈譴責。立法會議員葉建源去信警務處及保安局，質疑警方高調拘捕林子健違反「無罪推定」原則，並予以強烈譴責。
8月15日，林子健被指在8月10日路經咸美頓街後，於黃昏時間乘搭公共交通工具離開，並無發生在油麻地被擄一事。消息指，林子健當時登上一輛小巴離開旺角。而警方的調查，在西貢發現他的行蹤。同日晚上，涉誤導警務人員被捕的林子健報稱胃酸倒流及頭暈，由警員陪同從紅磡警署送至伊利沙伯醫院接受治療。至凌晨2時許，由醫護人員推入電腦掃描室進行腦掃描，約1個小時完成檢查後，被送到內科病房留醫，並有2名警員看守。早上11時許，林坐着輪椅被轉送至羈留病房。
後來，林子健被控於2017年8月11日在瑪麗醫院提供虛假資料誤導警務人員，即聲稱他在同月10日下午在砵蘭街與碧街交界被人拐走。

### 審訊
2019年1月，林子健被控「明知地向警務人員虛報有人犯罪」的案件在西九龍裁判法院審理，負責翻看閉路電視片段的警員作供時指自己憑片中人身形和步姿等特徵深信該人是林子健，他解釋「深信」一詞代表當時「覺得是被告，但不完全肯定」，並且說步姿僅是認出被告的其中一個元素。林子健在庭上發笑，說「嘩！步姿呀？造假造到咁。（造假造到這樣。）」。政府法醫認為林子健屬自殘的機會較高，也有可能說謊，辯方英國法醫則認為無法確定其傷勢是由受襲、模仿或自殘所造成。法庭終裁定林子健涉嫌虛報有人犯罪表證成立。2019年3月15日，裁判官指整件拐帶事件都是林子健自編、自導、自演，故裁定他罪名成立，判囚5個月，獲准保釋等候上訴。2020年4月2日，高等法院原訟法庭駁回林子健的上訴，他須即時服刑。4月14日，林子健再獲准保釋等候上訴。4月22日，高等法院原訟法庭拒絕向林子健發出終審法院上訴的許可通知書，又拒絕他的保釋申請，他需繼續服刑。2020年7月，林子健出獄。

## 其他重要事件
2011年3月26日，林子健參與「癱瘓地產霸權一小時」行動，在百佳超級市場紅磡灣分店內，以大批硬幣購買大批貨物方式拖延付款購物，癱瘓超市運作。民主黨主席何俊仁表示，林子健以個人名義行動，責任自負，並會開會研究林以激進方式行事，會否與黨立場有分歧。
2016年，香港基督教協進會把負責選出2017年香港行政長官的選舉委員會中10席「基督教選委」分為四個組別再以抽籤方式產生，「基督徒反圍標抽籤選委大聯盟」召集人林子健於10月初起開始絕食，他強調終極目標是要基督教放棄10席選委，杯葛小圈子選舉。